# 墨俣川の戦い
座標: 北緯35度21分11秒 東経136度41分02秒 / 北緯35.35302849276777度 東経136.68389032778435度
墨俣川の戦い（すのまたがわのたたかい）は、治承5年（1181年）3月10日、尾張・美濃国境付近の墨俣川（現長良川）において源行家軍と平氏軍との間で行われた戦闘である。治承・寿永の乱の一つに位置づけられる。

## 経過
平氏は前年の治承4年（1180年）10月の富士川の戦いで源頼朝・甲斐源氏連合軍に敗れた。その後反平氏の動きは拡大し、美濃、近江などでの反乱の挙兵が相次いだ(近江攻防、美濃源氏の挙兵)。それに対して福原からの還都、総官の制度構築などの対策を重ねた平氏は畿内の反乱や反平氏の動きを取った南都寺社勢力の制圧に成功し、美濃の反乱も制圧した。さらに源行家が尾張に進出したとの報を得て尾張への進撃を前提に兵糧や軍船水夫を徴収の支度を進め平宗盛を将とする出陣が予定されていたが、閏2月、平清盛が死去し出撃は一時中断される。しかし治承5年（1181年）閏2月15日平氏は、平重衡を将とする軍を尾張へ派遣した。それに対して、源行家の軍勢が墨俣川東岸に陣を敷き待ちかまえた。行家は頼朝の麾下には入らず独立勢力として三河・尾張国で勢力圏を築いていた。
3月10日両軍は、墨俣川を挟んで対峙した。行家軍は夜間の奇襲を企てて渡河した。しかし、平氏軍が濡れている兵士が敵であることに気付いたため、行家の奇襲はすぐに見破られ、行家軍は大敗した。この時、行家の軍に加わっていた源義円（頼朝の異母弟、源義経の同母兄）、源重光（泉重光、山田重満とも。尾張源氏）、源頼元、頼康（ともに大和源氏）といった源氏一門の諸将が戦死、行家の次男行頼が敵軍の捕虜となっている。
行家勢はその後、熱田に篭ったがそこも打ち破られて三河の矢作川まで撤退し、行家はそのまま敗走した。また平氏はそれ以上進撃せずに撤退した。
合戦の結果は行家率いる源氏軍の大敗北であり、敗因としては行家と義円で先陣を争った指揮系統の乱れ、また源氏方が低湿地を背後にして戦ったため機敏な退却ができなかったことなどが原因と考えられる。また平氏側は伊勢から大量の兵船と水夫を動員することが可能だったことも平氏の勝因に挙げられる。
尾張を制圧した平氏がそれ以上東へ進めなかった要因は、頼朝の援軍への警戒、後白河法皇と宗盛の反乱軍への追討方針の齟齬、そして何よりも飢饉による兵糧の不足が挙げられている。
その後平氏は飢饉に悩まされつつも反乱鎮圧の主眼を畿内、西国へ向けるようになり、東国に対しては奥州藤原氏や越後の城氏と提携して東国包囲網を築く方策を検討するようになる（『玉葉』）。敗北した行家は頼朝に接近を図るが、後に源義仲の元へと走ることとなった。
なお、源平墨俣川古戦場は、大垣市指定史跡となっている。